# La hija de Gideon
La hija de Gideon (Gideon's daughter) es un telefilme producido por la BBC y protagonizado por Bill Nighy. 
Tanto Nighy como Blunt recibierón dos Premios Globos de Oro por sus actuaciones. La producción también ganó un Premio Peabody en abril de 2007.

## Sinopsis
Gideon Warner (Bill Nighy) es un exitoso publicista que siempre está rodeado de gente adinerada y famosa. Su hija Natasha (Emily Blunt), que no le perdona las constantes infidelidades que le hiciera a su madre, amenaza con abandonarlo. Esto provoca que Gideon, se reformule urgentemente qué es lo que desea tener en su vida. Mientras tanto, Stella (Miranda Richardson) está tratando de enterrar su dolor y tristeza de una manera muy poco convencional después de que su hijo menor muriera.